# Фарсовський
Фарсовський (рос. Фарсовый; адиг. Фарз) — хутір Гіагінського району Адигеї Росії. Входить до складу Сергіївського сільського поселення.
Населення — 13 осіб (2015 рік).